# Gouvernement Vizcarra III
Pour les articles homonymes, voir Gouvernement Vizcarra.
Vizcarra II Vizcarra IV
Le gouvernement Vizcarra III est le gouvernement du Pérou entre le 30 septembre 2019 et 15 juillet 2020, dont le président de la République est Martin Vizcarra.

## Historique

### Formation
Le 30 septembre 2019, le ministre de la Justice Vicente Zeballos est nommé président du Conseil. Son cabinet prête serment devant Martin Vizcarra le 3 octobre 2019.
Il a été souligné que certains membres du gouvernement sont des proches du Président, ainsi que la jeunesse remarquée du ministre de l'Economie et la présence de huit femmes dans le cabinet, renforçant l'objet de parité hommes-femmes.

### Démission
Le 15 juillet 2020, Pedro Cateriano est nommé président du Conseil. Le gouvernement est de facto démissionnaire.

## Composition
| Portefeuille                                                    | Titulaire | Titulaire                                                                                   | Parti  |
| --------------------------------------------------------------- | --------- | ------------------------------------------------------------------------------------------- | ------ |
| Président de la République                                      |           | Martin Vizcarra                                                                             | Indép. |
| Conseil des ministres                                           |           |                                                                                             |        |
| Président du Conseil des ministres                              |           | Vicente Zeballos                                                                            | Indép. |
| Ministre des Affaires étrangères                                |           | Gustavo Meza-Cuadra Velásquez                                                               | Indép. |
| Ministre de la Défense                                          |           | Walter Martos                                                                               | Indép. |
| Ministre de l'Économie et des Finances                          |           | María Antonieta Alva                                                                        | Indép. |
| Ministre de l’Intérieur                                         |           | Carlos Morán (jusqu'au 24/04/2020) Gastón Rodríguez                                         | Indép. |
| Ministre de la Justice et des Droits de l'homme                 |           | Ana Teresa Revilla (jusqu'au 13/02/2020) Ana Neyra Zegarra                                  | Indép. |
| Ministre de l’Éducation                                         |           | Flor Pablo (jusqu'au 13/02/2020)                                                            | PM     |
| Ministre de l’Éducation                                         |           | Martín Benavides                                                                            | Indép. |
| Ministre de la Santé                                            |           | Zulema Tomás (jusqu'au 15/11/2019)                                                          | Indép. |
| Ministre de la Santé                                            |           | Elizabeth Hinostroza (jusqu'au 20/03/2020)                                                  | Indép. |
| Ministre de la Santé                                            |           | Víctor Zamora                                                                               | FL     |
| Ministre du Développement agraire et de l'Irrigation            |           | Jorge Montenegro Chavesta                                                                   | Indép. |
| Ministre du Travail et de la Promotion de l'emploi              |           | Sylvia Caceres                                                                              | Indép. |
| Ministre de la Production                                       |           | Rocío Barrios                                                                               | Indép. |
| Ministre du Commerce extérieur et du Tourisme                   |           | Edgar Vásquez                                                                               | Indép. |
| Ministre de l'Énergie et des Mines                              |           | Susana Vilca Achata                                                                         | Indép. |
| Ministre des Transports et des Communications                   |           | Carlos Lozada                                                                               | Indép. |
| Ministre du Logement, de la Construction et de l'Assainissement |           | Rodolfo Yáñez                                                                               | Indép. |
| Ministre de la Femme et des Populations vulnérables             |           | Gloria Montenegro Figueroa                                                                  | PM     |
| Ministre de l'Environnement                                     |           | Fabiola Muñoz                                                                               | Indép. |
| Ministre de la Culture                                          |           | Francesco Petrozzi (jusqu'au 4/12/2019) Sonia Guillén (jusqu'au 29/05/2020) Alejandro Neyra | Indép. |
| Ministre du Développement et de l'Inclusion sociale             |           | Jorge Meléndez Celis (jusqu'au 27/10/2019)                                                  | PPK    |
| Ministre du Développement et de l'Inclusion sociale             |           | Ariela Luna                                                                                 | Indép. |